# كيث هاردينغ
كيث هاردينغ (بالإنجليزية: Keith Harding)‏ هو سياسي بريطاني، ولد في 1938. حزبياً، نشط في The New Party (UK, 2003) ‏. في الانتخابات النيابية العمومية الاسكتلندية 1999 ‏، انتخب عضو البرلمان الاسكتلندي الأول ‏ عن دائرة Mid Scotland and Fife (Scottish Parliament electoral region) ‏ وقد انضم خلال فترته النيابية ‏ (6 مايو 1999 – 31 مارس 2003)  للكتلة البرلمانية الاسكتلنديون المحافظون ‏.